# Suzy Castor
Suzy Castor (nascida em 1936) é uma historiadora, educadora e ativista dos direitos humanos haitiana.
Ela nasceu em Port-au-Prince e, em 1958, ela se formou em ciências sociais na Escola Normal Superior do Haiti. Castor é doutora em história pela Universidade Nacional Autônoma do México (UNAM). Enquanto vivia no exílio no México, foi professora de ciência política, de filosofia e de letras na UNAM de 1968 a 1986. No último ano, após a queda de Jean-Claude Duvalier, Castor e seu marido Gérard Pierre-Charles voltaram ao Haiti. No mesmo ano, o casal fundou o Centre de Recherches et de Formation Économique et Sociale pour le Développement.
Castor publicou seis livros e mais de 50 artigos em várias revistas sobre assuntos que incluem a ocupação do Haiti pelos Estados Unidos, as relações entre o Haiti e a República Dominicana e o movimento de mulheres no Haiti.
Em 2005, recebeu o Prêmio Juan Maria Bandres pela Defesa do Direito de Asilo e Solidariedade com os Refugiados. Em 2015, ela recebeu o prêmio Ohtli do governo do México.
Castor foi membro do Partido da Entente Popular do Haiti (PEP). O partido foi fundado em 1956.